# Division 2 1988/89
Die Division 2 1988/89 war die 50. Austragung der zweithöchsten französischen Fußballliga. Es handelte sich seit 1970 um eine offene Meisterschaft mit Profis und Amateuren. Gespielt wurde vom 16. Juli 1988 bis zum 13. Mai 1989; vom 4. Dezember bis 11. Februar gab es eine zweimonatige Winterpause.
Zweitligameister wurde Olympique Lyon.

## Vereine
Teilnahmeberechtigt waren die 27 Vereine, die nach der vorangegangenen Spielzeit weder in die erste Division auf- noch in die dritte Liga (National) oder tiefer abgestiegen waren; dazu kamen drei Erstligaabsteiger und sechs Aufsteiger aus der National. Diese 36 Teilnehmer spielten in zwei überwiegend nach regionalen Gesichtspunkten eingeteilten Gruppen (eine mit Mannschaften aus dem Norden und Westen sowie eine mit Teams aus dem Süden und Osten).
Somit spielten in dieser Saison folgende Mannschaften um die Meisterschaft der Division 2:
- Gruppe A: USL Dunkerque, US Valenciennes-Anzin, SC Abbeville, AS Beauvais-Marissel, Aufsteiger AC Le Touquet, FC Rouen, Aufsteiger US Créteil, Stade Reims, AS Nancy, FC Mulhouse, FC Gueugnon, Aufsteiger Le Mans UC, Stade Rennes, EA Guingamp, Quimper Cornouaille FC, Absteiger Brest Armorique FC, SCO Angers, AEPB La Roche-sur-Yon
- Gruppe B: Absteiger Le Havre AC, US Orléans, Absteiger Chamois Niort, FC Montceau, CS Cuiseaux-Louhans, CL Dijon, Aufsteiger Stade Rodez, Aufsteiger FC Clermont-Ferrand, CO Le Puy, Olympique Lyon, FC Grenoble-Dauphiné, Aufsteiger FC Annecy, FC Sète, Olympique Alès, Olympique Nîmes, FC Martigues, Istres Sports, SEC Bastia

Direkt aufstiegsberechtigt waren nur die jeweiligen Gruppenersten. Dazu kam eine Relegation zwischen dem am schlechtesten platzierten Erstligisten, der nicht direkt abstieg, und dem besten, nicht direkt aufstiegsberechtigten Zweitligisten.

## Saisonverlauf
Jede Mannschaft trug gegen jeden Gruppengegner ein Hin- und ein Rückspiel aus, einmal vor eigenem Publikum und einmal auswärts. In dieser Spielzeit galt, wie auch in der Division 1, probeweise die Drei-Punkte-Regel; dieser Versuch wurde anschließend allerdings nicht fortgesetzt, weil dadurch keine wesentliche Zunahme der Trefferzahl zu verzeichnen war. Bei Punktgleichheit gab die Tordifferenz den Ausschlag für die Platzierung. Existierte auch dabei noch Gleichstand – wie diesmal zwischen Gueugnon und Beauvais –, so entschied die höhere Zahl erzielter Treffer.
In beiden Gruppen blieb der Kampf um den ersten Rang bis zum letzten Spieltag spannend, und am Ende stieg mit Brest auch erneut ein Gruppenzweiter zusätzlich in die höchste Spielklasse auf. In der Abstiegsfrage traf es diesmal gleich vier Mannschaften, die nach nur einer Saison in die dritte Liga zurückkehren mussten; begleitet wurden sie von Sète, das diesen Weg freiwillig ging, und von der Elf aus Le Puy-en-Velay. Mit deren und dem gleichzeitigen Abstieg des FC Clermont-Ferrand und von Stade Rodez verlor Zentralfrankreich auf einen Schlag seine drei einzigen Zweitligisten.
In den 612 Begegnungen wurden 1.431 Treffer erzielt; das entspricht einem Mittelwert von 2,34 Toren je Spiel und bedeutete einen neuen Negativrekord in der Geschichte der Liga. Erfolgreichste Torschützen waren in Gruppe A Brests Paraguayer Roberto Cabañas mit 22 und in Gruppe B der Luxemburger Robert Langers (Orléans) mit 27 Treffern; Letzterer gewann damit die Liga-Torjägerkrone. Zur folgenden Spielzeit kamen mit Racing Strasbourg, Stade Laval und Racing Lens drei Absteiger aus der Division 1 hinzu; aus der dritthöchsten Liga stiegen Mannschaften direkt auf, nämlich AS Red Star, EAC Chaumont, FC Lorient, FC Tours, AS Saint-Seurin und Olympique Avignon.

## Abschlusstabellen

### Gruppe A
| Pl. | Verein                 | Sp. | S  | U  | N  | Tore    | Diff. | Punkte |
| --- | ---------------------- | --- | -- | -- | -- | ------- | ----- | ------ |
| 1.  | FC Mulhouse            | 34  | 24 | 4  | 6  | 066:280 | +38   | 76     |
| 2.  | Brest Armorique FC (A) | 34  | 22 | 9  | 3  | 062:240 | +38   | 75     |
| 3.  | Stade Rennes           | 34  | 19 | 8  | 7  | 061:280 | +33   | 65     |
| 4.  | Quimper Cornouaille FC | 34  | 19 | 8  | 7  | 055:290 | +26   | 65     |
| 5.  | AS Nancy               | 34  | 18 | 5  | 11 | 052:360 | +16   | 59     |
| 6.  | EA Guingamp            | 34  | 11 | 12 | 11 | 051:520 | −1    | 45     |
| 7.  | US Valenciennes-Anzin  | 34  | 12 | 8  | 14 | 038:390 | −1    | 44     |
| 8.  | USL Dunkerque          | 34  | 11 | 11 | 12 | 028:400 | −12   | 44     |
| 9.  | Stade Reims            | 34  | 11 | 10 | 13 | 039:370 | +2    | 43     |
| 10. | US Créteil (N)         | 34  | 10 | 11 | 13 | 029:390 | −10   | 41     |
| 11. | FC Rouen               | 34  | 9  | 13 | 12 | 031:350 | −4    | 40     |
| 12. | SCO Angers             | 34  | 8  | 15 | 11 | 044:430 | +1    | 39     |
| 13. | SC Abbeville           | 34  | 10 | 9  | 15 | 039:540 | −15   | 39     |
| 14. | FC Gueugnon            | 34  | 10 | 8  | 16 | 030:430 | −13   | 38     |
| 15. | AS Beauvais-Marissel   | 34  | 10 | 8  | 16 | 029:420 | −13   | 38     |
| 16. | AEPB La Roche-sur-Yon  | 34  | 9  | 9  | 16 | 026:320 | −6    | 36     |
| 17. | AC Le Touquet (N)      | 34  | 5  | 9  | 20 | 020:570 | −37   | 24     |
| 18. | Le Mans UC (N)         | 34  | 5  | 9  | 20 | 027:690 | −42   | 24     |

Platzierungskriterien: 1. Punkte – 2. Tordifferenz – 3. geschossene Tore

| (A) | Absteiger aus der Division 1 1987/88 |
| (N) | Neuaufsteiger                        |

### Gruppe B
| Pl. | Verein                  | Sp. | S  | U  | N  | Tore    | Diff. | Punkte |
| --- | ----------------------- | --- | -- | -- | -- | ------- | ----- | ------ |
| 1.  | Olympique Lyon          | 34  | 19 | 11 | 4  | 066:220 | +44   | 68     |
| 2.  | Olympique Nîmes         | 34  | 20 | 6  | 8  | 053:300 | +23   | 66     |
| 3.  | Le Havre AC (A)         | 34  | 18 | 11 | 5  | 048:210 | +27   | 65     |
| 4.  | FC Martigues            | 34  | 17 | 7  | 10 | 040:300 | +10   | 58     |
| 5.  | SEC Bastia              | 34  | 14 | 9  | 11 | 046:440 | +2    | 51     |
| 6.  | CL Dijon (N)            | 34  | 14 | 7  | 13 | 038:400 | −2    | 49     |
| 7.  | CS Cuiseaux-Louhans     | 34  | 12 | 11 | 11 | 034:400 | −6    | 47     |
| 8.  | Olympique Alès          | 34  | 10 | 16 | 8  | 033:310 | +2    | 46     |
| 9.  | FC Montceau             | 34  | 10 | 13 | 11 | 041:400 | +1    | 43     |
| 10. | US Orléans              | 34  | 11 | 10 | 13 | 053:600 | −7    | 43     |
| 11. | FC Grenoble-Dauphiné    | 34  | 11 | 9  | 14 | 033:390 | −6    | 42     |
| 12. | FC Annecy (N)           | 34  | 12 | 6  | 16 | 036:470 | −11   | 42     |
| 13. | Istres Sports           | 34  | 8  | 15 | 11 | 030:350 | −5    | 39     |
| 14. | Chamois Niort (A)       | 34  | 7  | 17 | 10 | 028:310 | −3    | 38     |
| 15. | FC Sète                 | 34  | 10 | 8  | 16 | 035:410 | −6    | 38     |
| 16. | Stade Rodez (N)         | 34  | 7  | 12 | 15 | 034:480 | −14   | 33     |
| 17. | FC Clermont-Ferrand (N) | 34  | 7  | 10 | 17 | 027:510 | −24   | 31     |
| 18. | CO Le Puy               | 34  | 5  | 10 | 19 | 029:540 | −25   | 25     |

Platzierungskriterien: 1. Punkte – 2. Tordifferenz – 3. geschossene Tore

| (A) | Absteiger aus der Division 1 1987/88 |
| (N) | Neuaufsteiger                        |

## Ermittlung des Meisters
Die beiden Gruppensieger Lyon und Mulhouse, die bereits in beiden vorangehenden Spielzeiten – da allerdings in der Aufstiegsrelegation – aufeinandergetroffen waren, ermittelten in Hin- und Rückspiel den diesjährigen Meister der Division 2. Wie 1987 und 1988 setzte Lyon sich in beiden Begegnungen jeweils mit 2:1 durch und gewann so die diesjährige Zweitligameisterschaft.
| Gruppe B       | Gesamt | Gruppe A    | Hinspiel | Rückspiel |
| -------------- | ------ | ----------- | -------- | --------- |
| Olympique Lyon | 4:2    | FC Mulhouse | 2:1      | 2:1       |

## Relegation
Die Gruppenzweiten und -dritten kämpften in einer zweistufigen Ausscheidung darum, wer von ihnen gegen den Erstliga-18. Racing Strasbourg um einen weiteren Aufstiegsplatz in die höchste Spielklasse spielen durfte. Zunächst trafen die beiden Gruppenzweiten in einem einzigen Spiel jeweils auf den Dritten der anderen Gruppe; hierbei setzten sich Brest gegen Le Havre mit 4:1 sowie Nîmes gegen Rennes mit 1:0 durch und trafen anschließend – nun wieder in Hin- und Rückspiel – aufeinander. Dabei gewannen die Bretonen ihr Heimspiel mit 3:0 und konnten sich in Südfrankreich ein 0:1 erlauben.
Danach trennten sich Strasbourg und Brest zunächst 2:2, das Rückspiel sah einen 1:0-Erfolg des Brest Armorique FC, der somit als dritter Zweitdivisionär in die Division 1 aufstieg.
|                                  | Ergebnis |                            |
| -------------------------------- | -------- | -------------------------- |
| Brest Armorique FC (2. Gruppe A) | 4:1      | Le Havre AC (3. Gruppe B)  |
| Olympique Nîmes (2. Gruppe B)    | 1:0      | Stade Rennes (3. Gruppe A) |

| Sieger Spiel 1     | Gesamt | Sieger Spiel 2  | Hinspiel | Rückspiel |
| ------------------ | ------ | --------------- | -------- | --------- |
| Brest Armorique FC | 3:1    | Olympique Nîmes | 3:0      | 0:1       |

| Division 1        | Gesamt | Division 2         | Hinspiel | Rückspiel |
| ----------------- | ------ | ------------------ | -------- | --------- |
| Racing Strasbourg | 2:3    | Brest Armorique FC | 2:2      | 0:1       |